# Butyrskaja (stanice metra v Moskvě)
Butyrskaja  (rusky Бутырская) je stanice moskevského metra na Ljublinsko-Dmitrovské lince. Nachází se na úseku linky Mar'ina Rosča - Petrovsko-Razumovskaja mezi stanicemi Fonvizinskaja a Mar'ina Rosča.

## Charakter stanice
Stanice Butyrskaja se nachází ve čtvrti Butyrskij rajon (Бутырский район) na ulici Ogorodnyj projezd (Огородный проезд) nedaleko od železniční zastávky Ostankino, která je mimo jiné obsluhována vlaky na lince MCD-3. Disponuje dvěma podzemními vestibuly, východ ze severního vestibulu vychází na povrch u křížovatky Ogorodného projezdu s ulicí Rustaveli (Руставели), východ z jižního vestibulu se nachází u pekařského závodu Ostankinskij zavod baranočnych izdělij (Останкинский завод бараночных изделий). Ze začátku provozu stanice fungovala pouze se severním vestibulem,  jižní vestibul byl zprovozněn 30. prosince 2016.
Nástupiště je s vestibuly propojeno prostřednictvím eskalátorů. Hlavní loď stanice je zajímavá díky střídání světla a tmy. Osvětlení je zajišťováno lampami, které jsou umístěny na sloupech, jež designově harmonicky doplňují, v místě průchodu na nástupiště lampy nejsou umístěny. Strop stanice je koncipován podobně: v místech sloupů je strop nižší než v místech průchodů. V bočních sálech je osvětlení skryto mezi panely v ose tunelu, které osvětluje zónu pro cestující a zatemňuje zónu vlaků.